# Международный аэропорт Нави Мумбаи
Международный аэропорт Нави (ИАТА: NMIA, ИКАО: NMIA) (маратхи: (नवी मुंबई आंतरराष्ट्रीय विमानतळ) — строящийся международный аэропорт в муниципальном район Ульве Копар-Панвел Махараштре, Индия. Это будет 2-й международный аэропорт в регионе Мумбаи, функционирующий совместно с международным аэропортом имени Чатрапати Шиваджи, Махараджа (CSIA) в качестве первой городской системы с несколькими аэропортами в Индии. Национальная автомагистраль 4B обеспечит доступ к главной дороге ведущей к аэропорту с востока, а дорога Аамра Марг обеспечивает подъезд к аэропорту с запада. В аэропорт также можно попасть по железной дороге Манхурд-Белапур-Панвел от железнодорожного вокзала Хандешвар и от железнодорожного вокзала Таргар по строящейся железнодорожной линии Нерул-Уран.
- Первая очередь аэропорта будет способна обслуживать 20 миллионов пассажиров в год.[3]
- После завершения строительства она будет расширена до конечной мощности — 90 миллионов пассажиров в год.

Генеральный план аэропорта разрабатывает американская компания Якобс Инженерная Группа (англ. Jacobs Engineering Group).
Пассажирский терминал аэропорта и башня управления воздушным движением (УВД) проектирует лондонское отделение Архитектурное бюро Захи Хадид (англ. Zaha Hadid Architects).
- Проект на 160 млрд.рупий выполняется NMIAL организацией специального назначения, образованной группой GVK и Корпорацией городского и промышленного развития (CIDCO), которой будет принадлежать 74 % и 26 % акций НМИАЛ соответственно[5].

(CIDCO) является центральным государственным агентством реализующим проект аэропорта.
Строительство будет реализована в рамках ГЧП на основе проектирования, строительства, финансирования, эксплуатации и передачи (DBFOT).
- Площадь аэропорта составляет 1160 га[5].
- Планируемая дата ввода аэропорт в эксплуатацию не позднее 2023 года.[3]

## История
Хронология событий, относящихся к проекту:
- Ноябрь 1997[2]: MoCA, Правительство (GoI) учредил комитет для изучения различных площадок для строительства второго аэропорта в Мумбаи.
- Июнь 2000[2] г.: Комитет правительства Индии, в который входил член МОС (МЭЛ), рекомендовал площадку Ревас — Мандава как подходящую, поскольку в аэропорту Нави Мумбаи была предложена одна взлетно-посадочная полоса.
- Сентябрь 2000[2] г.: CIDCO (Правительство штата) пересмотрел первоначальное предложение о строительстве двух взлетно-посадочных полос и представил в MoCA технико-экономический отчет.
- Август 2006[2]: ИКАО провела имитационное исследование, спонсируемое совместно CIDCO / GoM и AAI. Исследование подтвердило, что одновременная работа двух аэропортов возможна при наличии соответствующих процедур.
- Июль 2007[2]: МЭФ получило принципиальное одобрение от Кабинета Союза на разработку второго аэропорта для вакцинации MMR[неоднозначно] в Нави Мумбаи и передало решение Правительству. Правительство учредило Руководящий комитет для наблюдения за структурой и реализацией проекта NMIAL.
- Март 2008[2]: назначен консорциум CIDCO во главе с M / s. Louis Berger Group (LBG), Inc USA в качестве главного консультанта по предлагаемому развитию аэропорта.
- Июль 2008[2] г.: GoM одобрило разработку проекта NMIAL на основе ГЧП и назначило CIDCO центральным агентством для его реализации.
- Октябрь 2010[2] г.: Министерство обороны (МО) и Правительство Ирака[уточнить] получили разрешение МО на проект NMIAL.

### Проектирование
- В 2018 году[6] лондонское отделение Архитектурное бюро Захи Хадид (ZHA) назначено архитектором нового международного аэропорта Нави Мумбаи (NMIA) после международного конкурса дизайнеров. Назначение ZHA было одобрено GVK, операторами существующего международного аэропорта Чатрапати Шиваджи (CSI) в Мумбаи.
- 18 февраля 2018 года[6] был заложен первый камень премьер-министром Индии Нарендрой Моди в фундамент нового аэропорта, и проект был помещен в программу ускоренного завершения. Криштиану Чеккато (англ. Cristiano Ceccato), руководитель проекта ZHA[6], сказал: «Мы очень гордимся тем, что получили награду за международный аэропорт Нави Мумбаи, который станет столь необходимым дополнением к инфраструктуре Мумбаи и дополнительными воротами в Индию. Мы стремимся к тому, чтобы дизайн говорил о будущем Индии, прославляя ее настоящее и уважая ее прошлое.»
- 7 февраля 2021 года — Адани Групп (англ. Adani Group) приобрела 23,5 % акций[7], принадлежащих двум иностранным фирмам — ACSA Global Limited (ACSA) и Bid Services Division (Mauritius) Limited (Bid Services Division (Mauritius) Limited) получив права на строительство будущего аэропорта. Имея 7 действующих аэропортов (включая Мумбаи) и один новый (в Нави Мумбаи), Адани Групп станет крупнейшим оператором частных аэропортов в Индии с точки зрения количества обслуживаемых аэропортов.

## Инфраструктура аэропорта

### Структура
Аэропорт будет иметь перрон площадью 67 000 м², площадь терминала 17 000 м² и стоянку для десяти самолетов с кодом C.

### Взлетно-посадочные полосы
В аэропорту будет две взлетно-посадочные полосы:
- Взлетно-посадочная полоса 08L/26R: 3700×60 m
- Взлетно-посадочная полоса 08R/26L: 3700×60 m

### Терминал
Здание терминала будет занимать площадь 523 000 м² и сможет обслуживать 60 миллионов пассажиров в год (MPPA).
Терминал будет иметь 78 контактных пунктов аэропорта и 29 удаленных позиций самолетов. Будет более 350 стоек регистрации.
На первом этапе в аэропорту также будет терминал бюджетных авиалиний, способный обслуживать два миллиона пассажиров в год.

### Грузовой терминал
Внутренний грузовой терминал будет расположен на площади 33 000 м², а международный грузовой терминал — на площади 23700 м².

### Прочие объекты
В аэропорту будет топливный склад площадью 151 000 м²  и 3 ангара для самолетов.

## Планы аэропорта
Требуемая прибрежная территория составляет около 2900 га, из которых 1320 га предназначены для основной деятельности аэропорта, и ещё 245 га на острове Вагхивали, которые будут застроены как Мангровый парк и будут иметь две параллельные взлетно-посадочные полосы по 3700 м каждая.
Аэропорт будет расположен рядом с национальной автомагистрали 4B возле Панвела, примерно в 35 км от существующего международного аэропорта имени Чатрапати Шиваджи Махараджа.
Аэропорт будет иметь площадь терминала 250 000 м² и грузовую площадь 100 000 м² и будет обслуживать 50-55 миллионов пассажиров в год. Аэропорт расположен на площади 9.5 км².
Первоначальная оценочная стоимость проекта составила 47.66 млрд рупий. С тех пор эта цифра увеличилась в четыре раза до 160 млрд рупий.
Проект потребовал переселения 2786 домашних хозяйств, расположенных в 10 деревнях — Чинчпада, Копар, Колхи, Ульве, Верхний Овал, Вагхиваливада, Вагивали, Ганешпури, Таргар и Комбадбхудже. Большинство жителей, затронутых проектом, — рыбаки, фермеры или работают случайным образом. CIDCO выделила землевладельцам компенсацию в размере 1.5 тыс. рупий за квадратный фут земли, арендную плату за 18 месяцев и застроенный земельный участок размером в три раза больше площади крыши с 1,5 FSI в узле Пушпакнагар. CIDCO продлил крайний срок для всех жителей, чтобы освободить свои дома, до 30 ноября 2018  и снова до 15 января 2019.
Предполагалось, что открытие аэропорта состоится в 2019 году. Крайний срок был продлен Девендрой Фаднависом, главным министром штата Махараштра, из-за многократных задержек в получении разрешений на начало строительных работ. Секретарь гражданской авиации Р. Н. Чуби заявил в сентябре 2018 года, что первый рейс из международного аэропорта Нави Мумбаи, как ожидается, начнет выполняться к сентябрю 2021 года.

## Транспортная инфраструктура
В аэропорт можно попасть по железной дороге Манхурд-Белапур-Панвел от железнодорожного вокзала Хандешвар и от железнодорожного вокзала Таргар по строящейся железнодорожной линии Нерул-Уран.

## Авиакомпании и направления

### Пассажирские рейсы
По состоянию на февраль 2021 года аэропорт планирует обслуживать рейсы следующих авиакомпаний: